# 福田屋百貨店真岡店
福田屋百貨店真岡店（ふくだやひゃっかてんもおかてん）は、かつて栃木県真岡市にあった福田屋百貨店の店舗（但し定義上はショッピングセンター）である。

## 概要
真岡市街地の中心、県道47号線沿いに位置し、建物は地上3階建てであった。
当店はショッピングセンター形態とは異なるため、FKD(FuKuDaya)の愛称は使用されていない。
当店から自動車で15分の場所に同じ福田屋百貨店のFKDショッピングモール宇都宮インターパーク店が開業したことで自社競合し売り上げが低下したことや東日本大震災で建物に大きな損傷を受けたこともあり、2011年8月28日を以て閉店となった。
震災発生後、暫くの間当店は屋外テントによる仮設店舗の形で営業を続け、閉店間際に1階と2階が復旧したものの、3階は復旧しないまま閉店となった。
跡地として更地化した上で地元の娯楽施設運営「南大門グループ」に売却し、同施設が運営のパチンコ・スロット『BIG BOSS 1000』（2016年開店）が営業している。

## フロアとテナント

### フロア概要
大部分が福田屋直営の売り場で構成される。
| 階  | フロア概要                           |
| --- | ------------------------------------ |
| 3階 | 催事場                               |
| 2階 | 衣料品・家具・玩具・ゲーム・スポーツ |
| 1階 | 食品・紳士服・婦人服                 |

### 主なテナント
1階
- ミスタードーナツ

## 歴史
- 1976年（昭和51年）11月：真岡市台町に「真岡福田屋ショッピングタウン」を開店[1]。
- 1996年（平成8年）7月：増築、増床オープン[1]
- 2011年（平成23年）
- 3月11日：東日本大震災が発生。被災し、4月5日まで臨時休業となる。
  - 5月：1階フロアが営業を再開する。
  - 6月：2階フロアが営業を再開する。
  - 8月28日：閉店

## 交通
自動車
- 北関東自動車道 真岡インターチェンジより7分

公共交通
- 真岡鐵道真岡線 - 真岡駅より徒歩10分[3]
- 関東自動車/東野交通 - 高寺下バス停より徒歩5分